# مصطفی سیسه
مصطفی سیسه (انگلیسی: Moustapha Cissé؛ زادهٔ ۱۴ سپتامبر ۲۰۰۳) بازیکن فوتبال اهل گینه است.
از باشگاه‌هایی که در آن بازی کرده‌است می‌توان به باشگاه فوتبال آتالانتا اشاره کرد.

## دوران باشگاهی

### پناهندگان ریناسیتا
سیسه به عنوان یک پناهنده و یتیم به ایتالیا نقل مکان کرد و در سال ۲۰۱۹ با بازی برای پناهندگان ریناسیتا، تیمی متشکل از پناهندگان و پناهجویان در لچه، حاضر در سطح هشتم فوتبال ایتالیا، شناسایی شد. 
سیسه در حالی که در پناهندگان ریناسیتا حضور داشت، ۱۸ گل در ۸ بازی لیگ برای این باشگاه به ثمر رساند.

### آتالانتا
در ۲۳ فوریه ۲۰۲۲، سیسه با باشگاه فوتبال آتالانتا قرارداد امضا کرد. او برای اولین بار با ذخیره آنها در مارس ۲۰۲۲ بازی کرد و در سه بازی سه گل به ثمر رساند. سیسه اولین بازی خود را در سری آ برای آتالانتا در پیروزی ۱–۰ مقابل باشگاه فوتبال بولونیا انجام داد. او در دقیقه ۶۵ به عنوان بازیکن تعویضی وارد زمین شد و در دقیقه ۸۲ تک گل تیمش را به ثمر رساند.

#### پیزا (قرضی)
در ۵ اوت ۲۰۲۲، سیسه به صورت قرضی با گزینه خرید اختیاری، به باشگاه فوتبال پیزا پیوست.